# الغواصة الألمانية يو-4703
غواصة يو-4703 غواصة يو بوت ألمانية من الفئة الثالثة والعشرون بنيت لسلاح بحرية ألمانيا النازية كريغسمارينه، في أحواض فريدريش كروب في كيل خلال الحرب العالمية الثانية.